# Maximiliano Ramírez Euceda
Maximiliano  Euceda, conocido también como Max Euceda, artista hondureño en la rama de pintura impresionista.

## Biografía
Euceda nació en la localidad de Caridad, república de Honduras, (1891-1987) estudió en la Escuela Especial de Dibujo y Grabado de Madrid entre 1921 a 1927 (fue el primer becario de la Cooperación Cultural Española en Honduras), impartió clases en la Escuela de Artes y Oficios y seguidamente en la Escuela Nacional de Bellas Artes (Honduras), retocó el escudo de la Universidad Nacional Autónoma de Honduras, su tendencia era la pintura impresionista. 
En 1951, el Instituto de Cultura Hispánica en Madrid convoca la Primera Bienal Iberoamericana de Arte, y en aquella ocasión histórica para el arte iberoamericano, participaron por invitación de la Embajada de España los pioneros de la internacionalización de la creatividad hondureña Carlos Zúñiga Figueroa, José Antonio Velásquez, Ricardo Aguilar, Arturo López Rodezno y el propio Max Euceda: un acontecimiento que fue recordado por décadas, sirviendo de aliciente a nuevas generaciones artísticas.
En 1996, se le dedicó la VIII Antología de las Artes Plásticas de Honduras.